# Barend Cornelis Koekkoek
Barend Cornelis Koekkoek (Middelburg, 11 oktober 1803 - Kleef, 5 april 1862) was een Nederlandse romantisch landschapsschilder.
Hij werd geboren in Middelburg als de oudste van vier zonen van Johannes Hermanus Koekkoek en Anna van Koolwijk. Zijn vader was schilder van rivier- en zeegezichten.
Koekkoek studeerde onder andere aan de Koninklijke Academie van Beeldende Kunsten te Amsterdam. Hij was al in zijn eigen tijd beroemd om zijn romantische weergave van landschappen. "De natuur is het volmaakte schilderij" hield Koekkoek zijn toehoorders voor en dit geeft duidelijk aan wat zijn inspiratiebron was.
In 1833 trouwde hij met Elise Thérèse Daiwaille, de dochter van zijn leermeester en vriend Jean Augustin Daiwaille. Zij kregen vijf dochters. In november 1858 kreeg Koekkoek een beroerte, hetgeen het einde van zijn loopbaan als kunstenaar betekende. Hij stierf op 58-jarige leeftijd in 1862.

## Werk
De meeste werken van Koekkoek zijn landschapsschilderijen. Deze hebben een romantische inslag: ze zijn geen exacte, maar eerder een poëtische weergave van de natuur. Vaak bestaan ze uit een bos met een waterval of een monumentale boom, met een kasteel of ander gebouw op de achtergrond. De natuur beslaat het grootste gedeelte van het doek, waarin mensen rondlopen, staan of zitten.
Opmerkelijk is de rol van het licht in de doeken van B.C. Koekkoek. Licht was een element in zijn schilderkunst waar hij zelf veel belang aan hechtte, getuige zijn uitspraak uit 1841:  "Beschouwt vooral de werking van het licht, want dat is de ziel van alles". Het licht accentueert een gedeelte van het schilderij en leidt het oog van de toeschouwer daarnaartoe.
Galerij

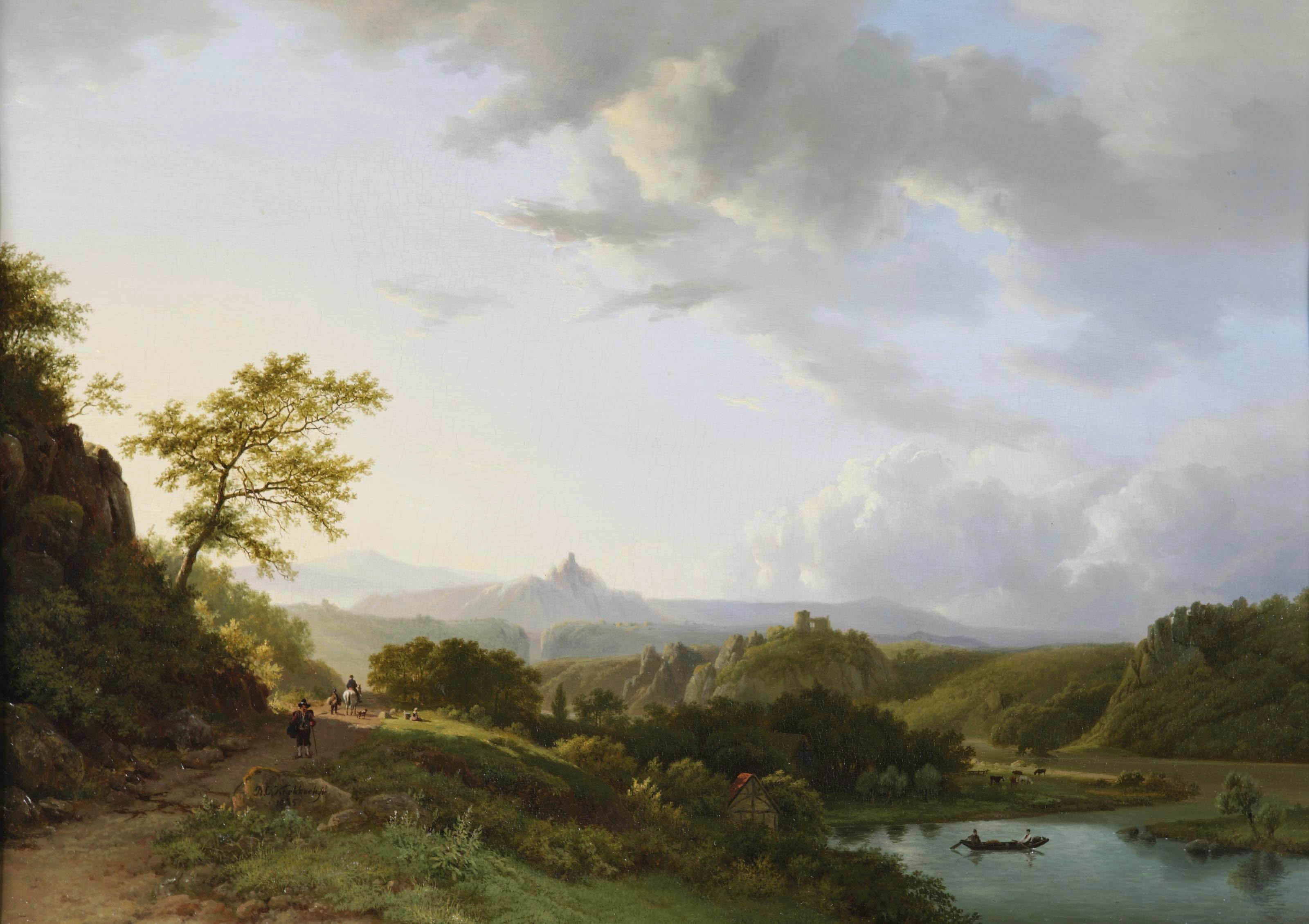
Een panoramische zomer landschap met reizigers en een kasteelruïne in de verte (1835).
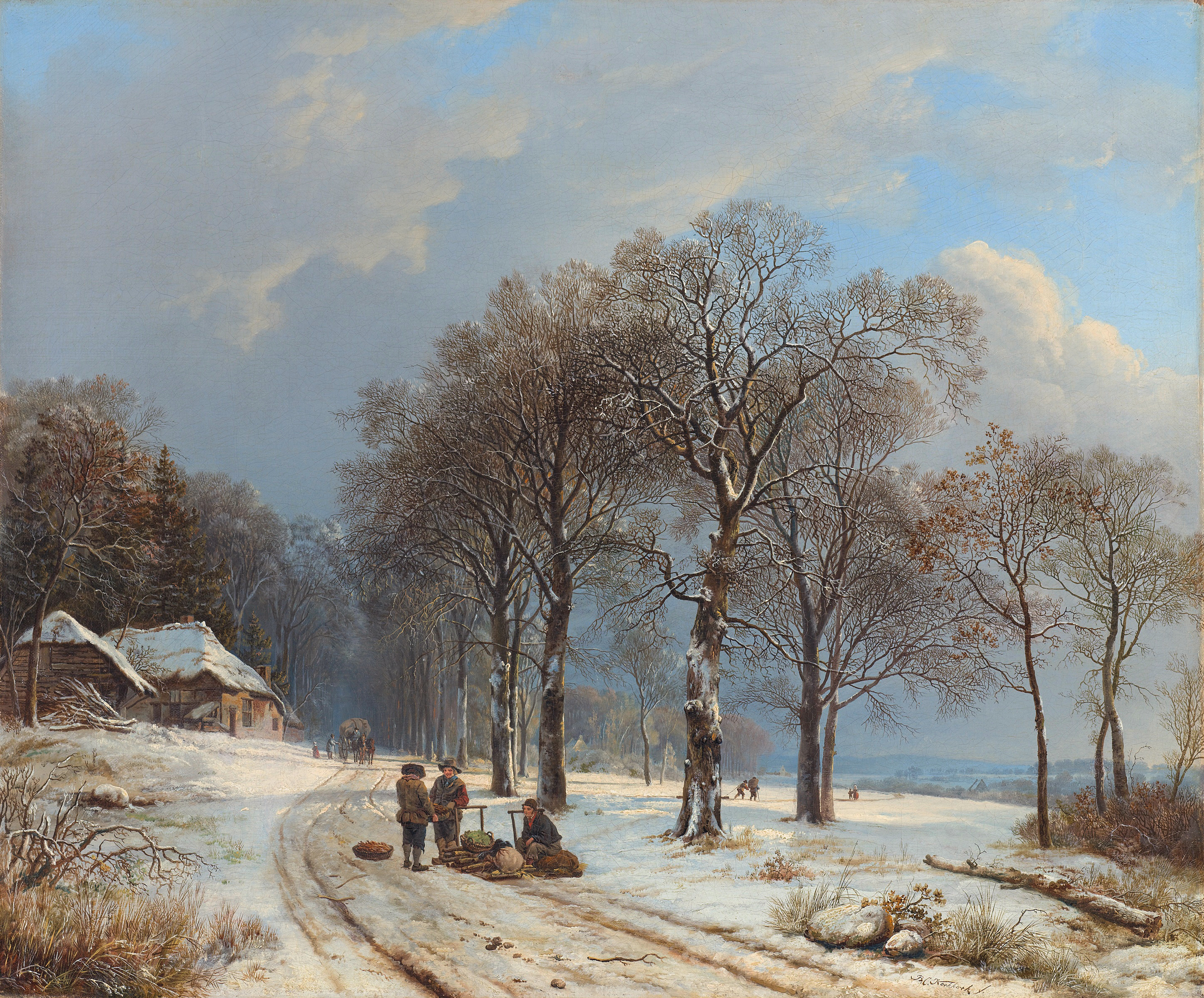
Winterlandschap (ca. 1835-1838), Rijksmuseum Amsterdam
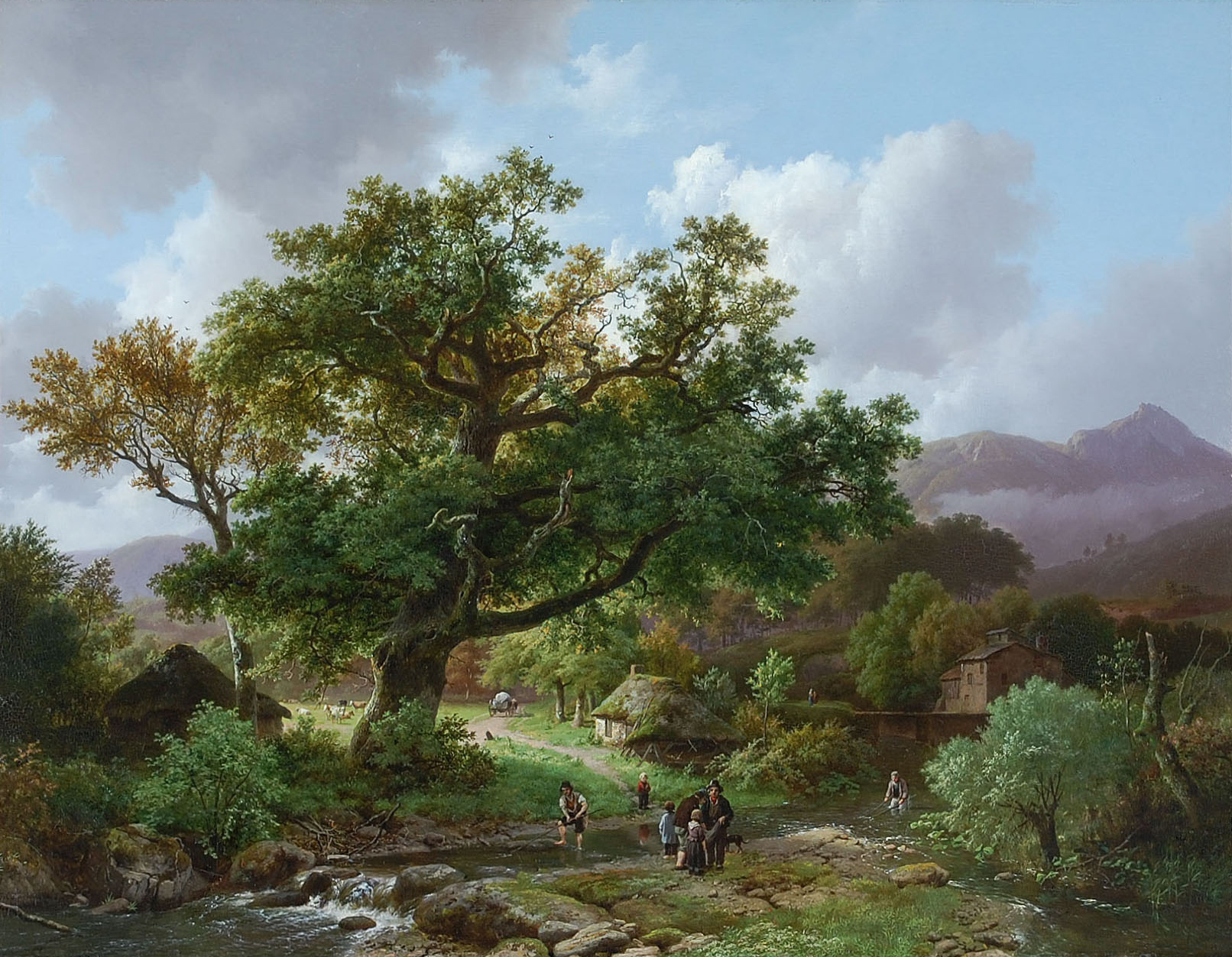
Landschap in het Schwarzwald met kreeftvissers (1841), Dordrechts Museum
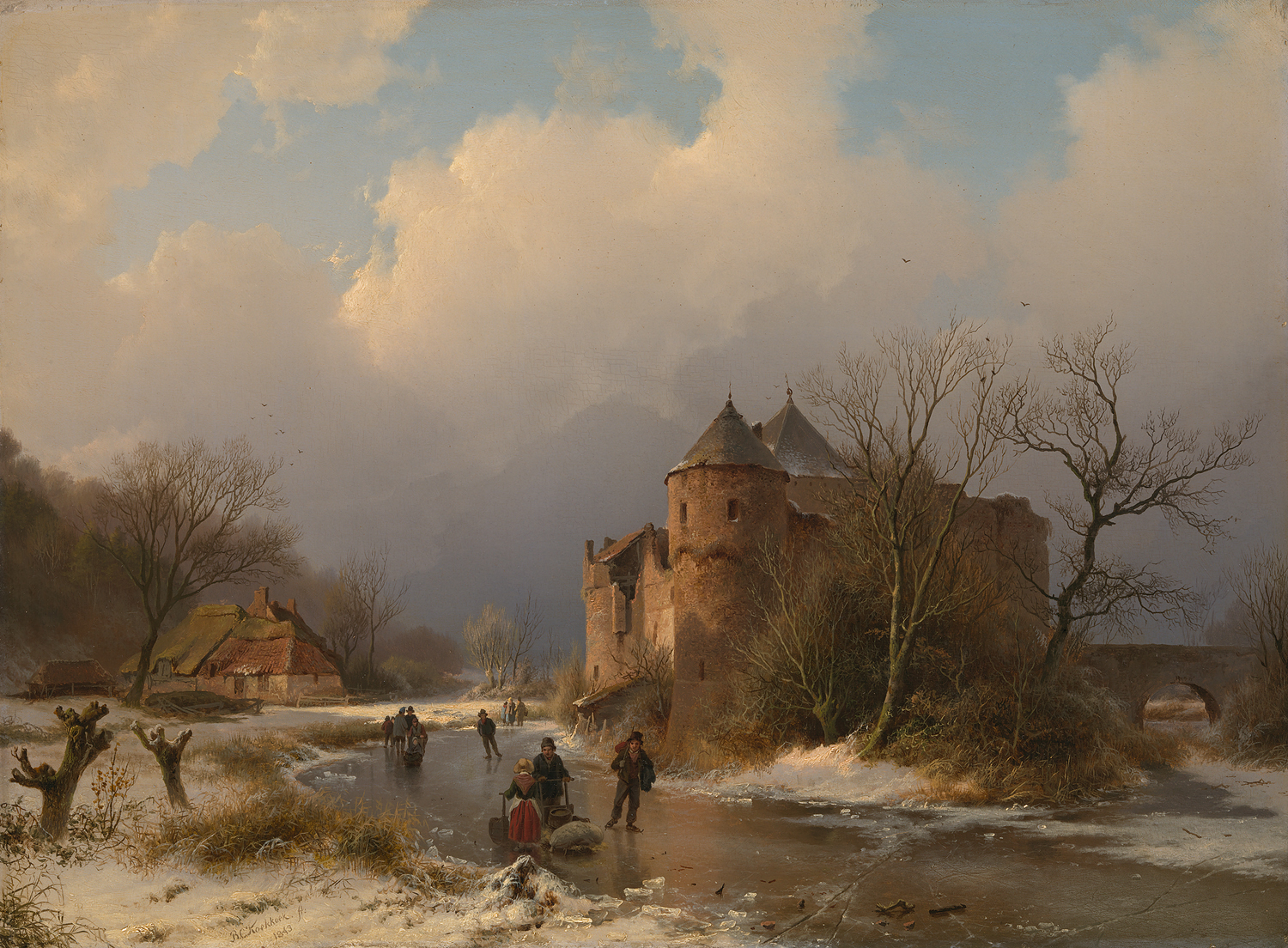
Een kasteel in een winterlandschap (1843), Amsterdam Museum
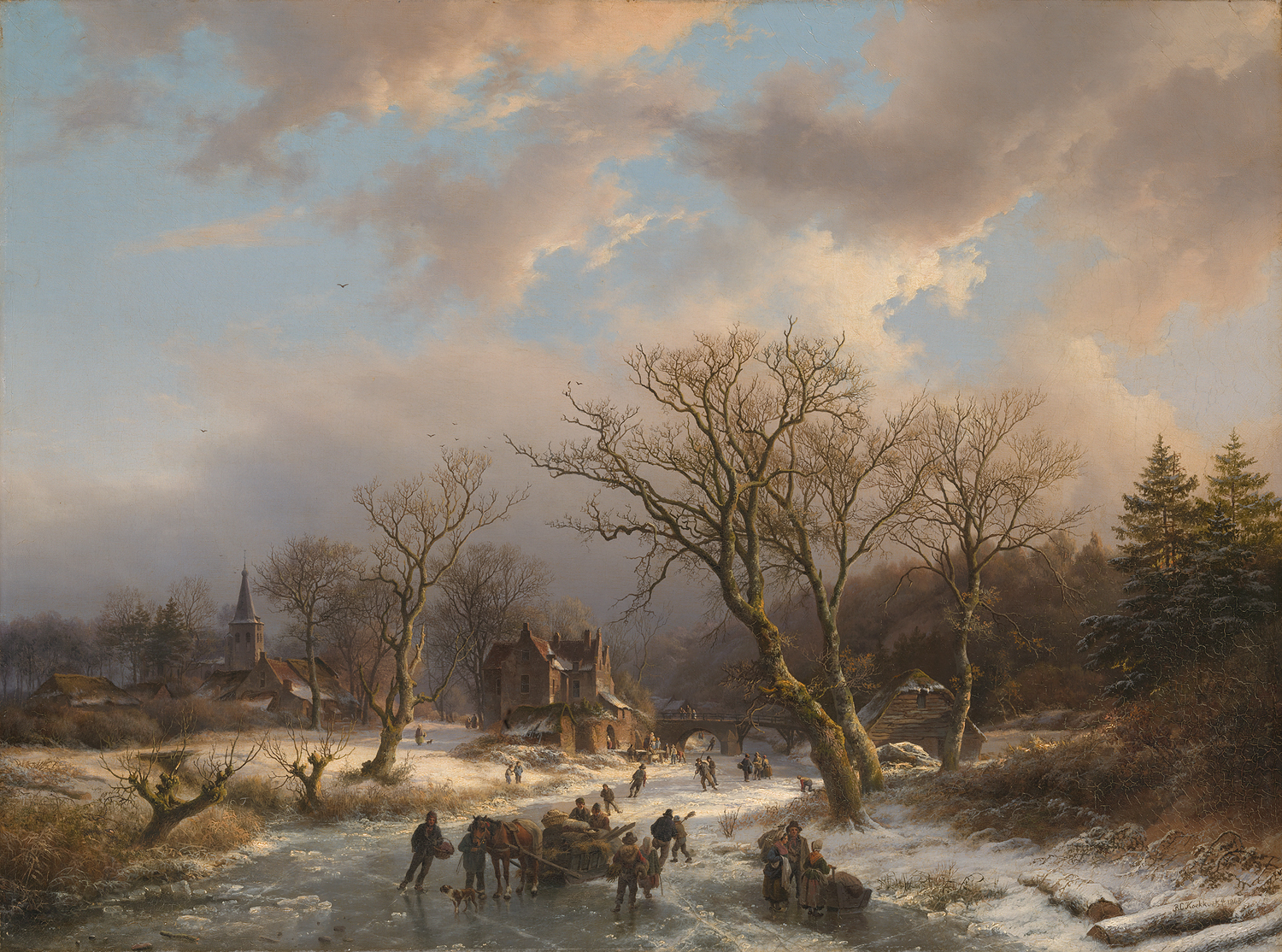
Een dorp en een oud gebouw in een boomrijk landschap aan een bevroren water (1845), Amsterdam Museum
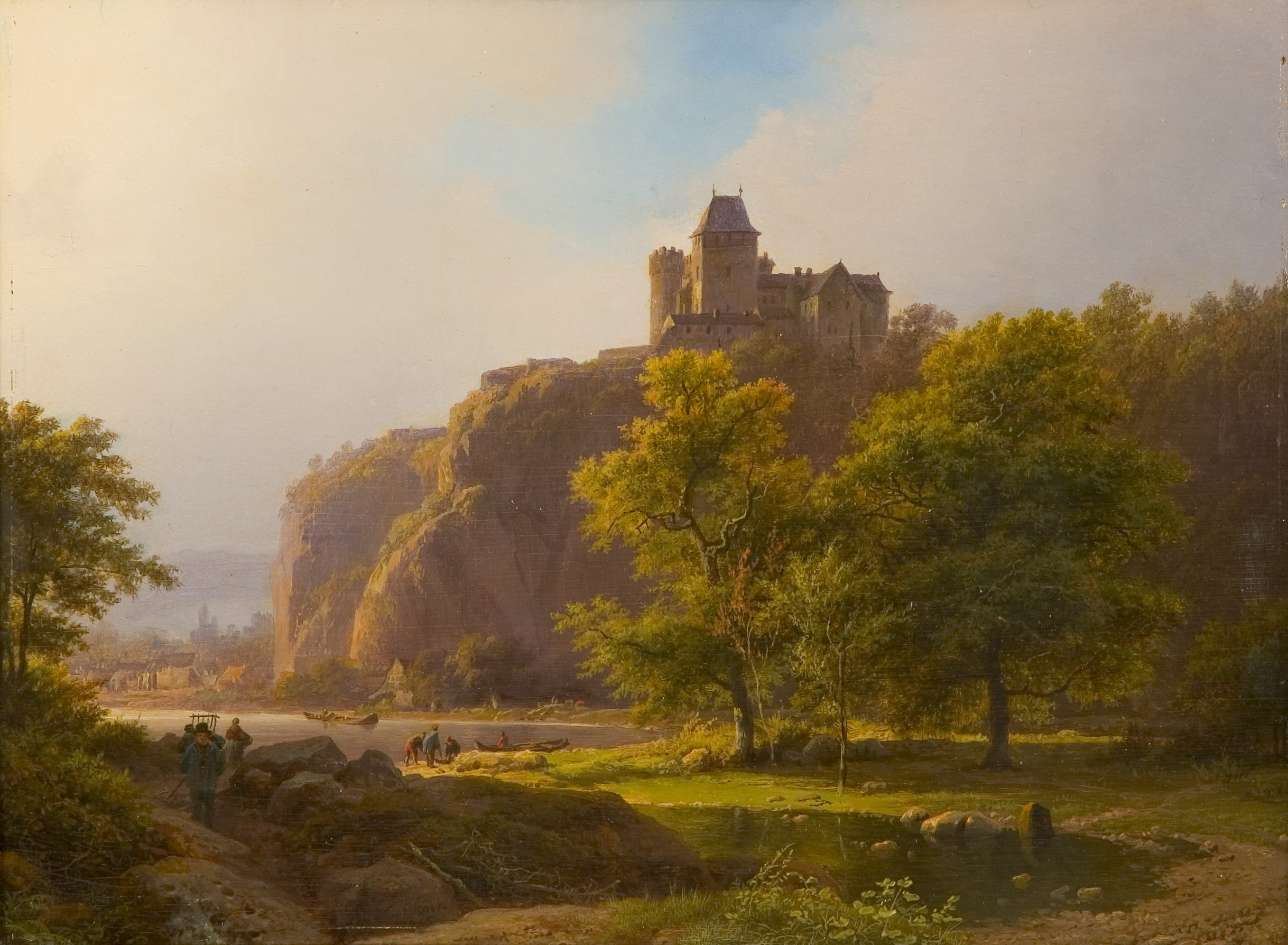
Zomerlandschap met een burcht (1845), Rijksmuseum Twenthe, Enschede
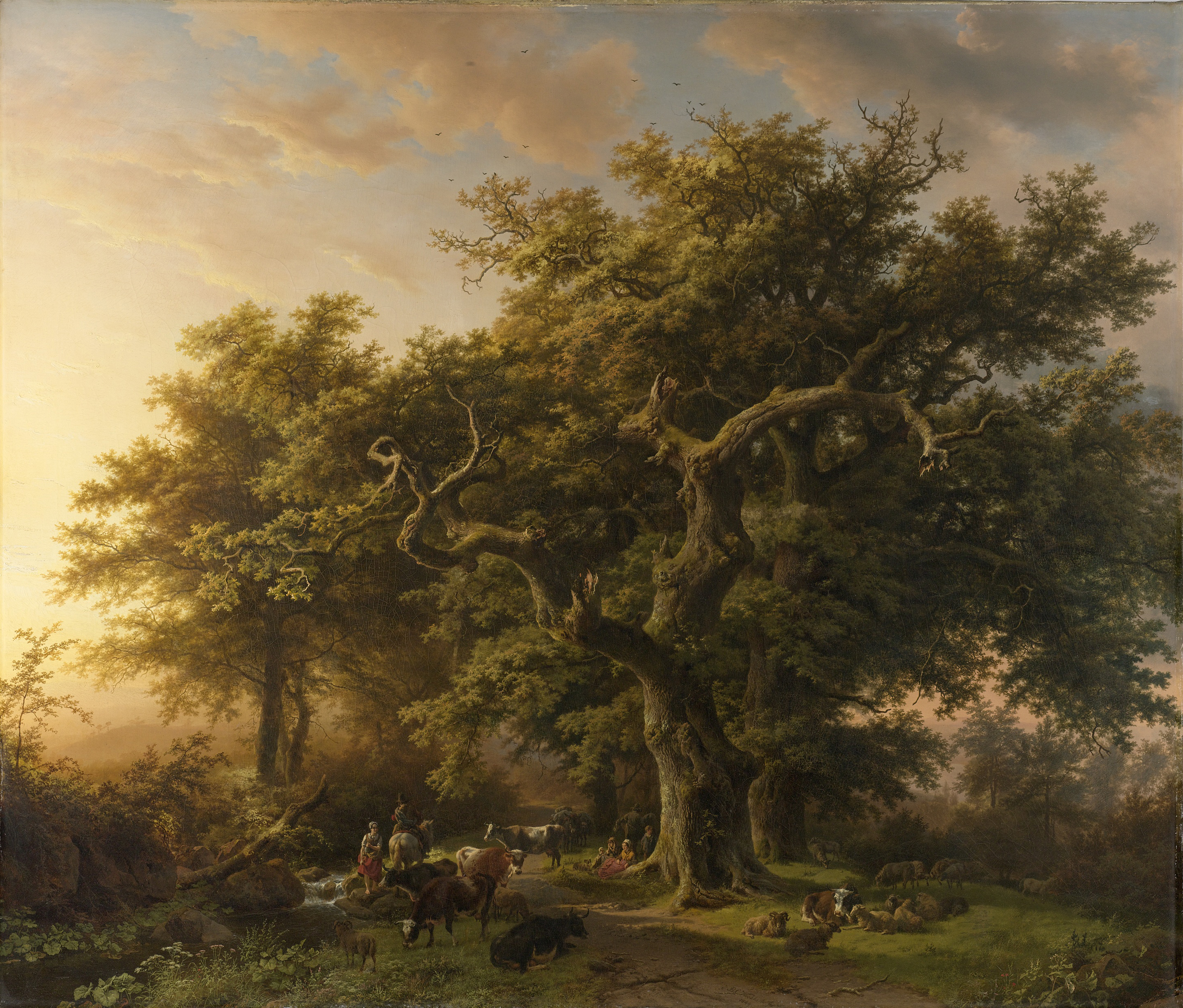
Bosgezicht (1848), Rijksmuseum Amsterdam
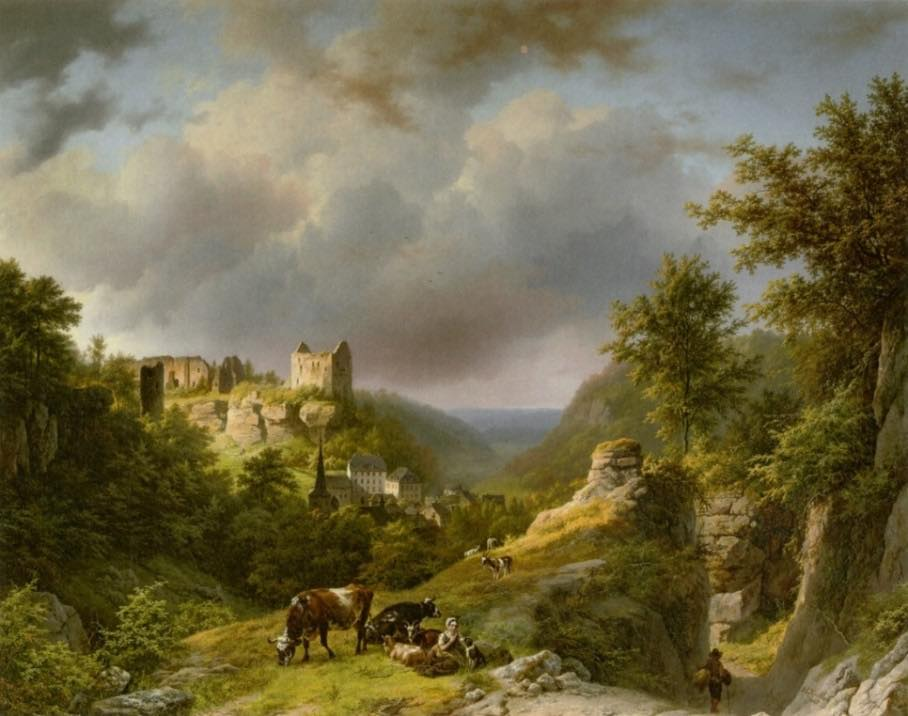
Uitzicht op het Château van Larochette (ca. 1848), Musée national d'Histoire et d'Art
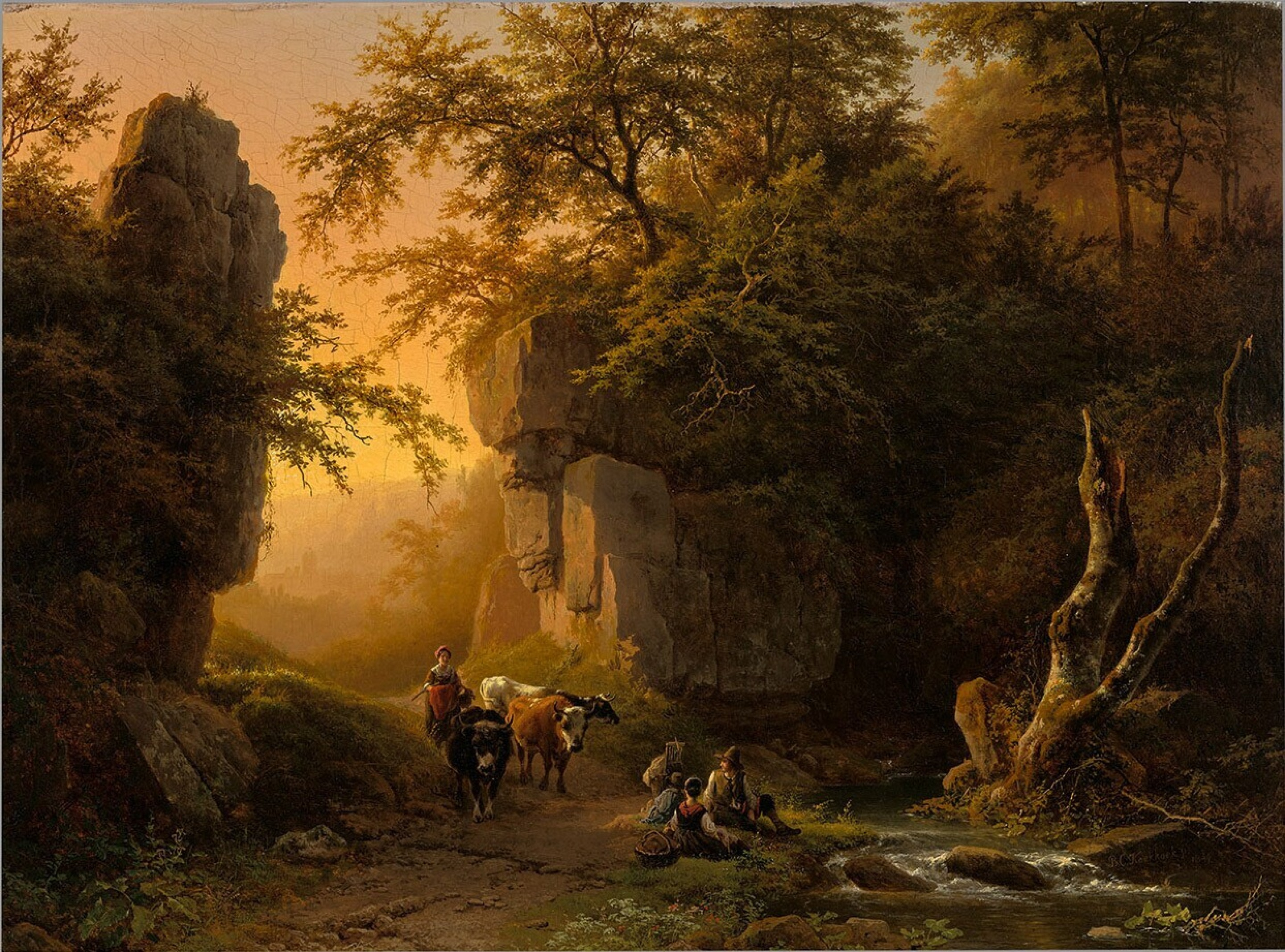
Berglandschap bij ondergaande zon (1849), Museum Boijmans van Beuningen, Rotterdam

## Het "Tekencollege" van B.C. Koekkoek

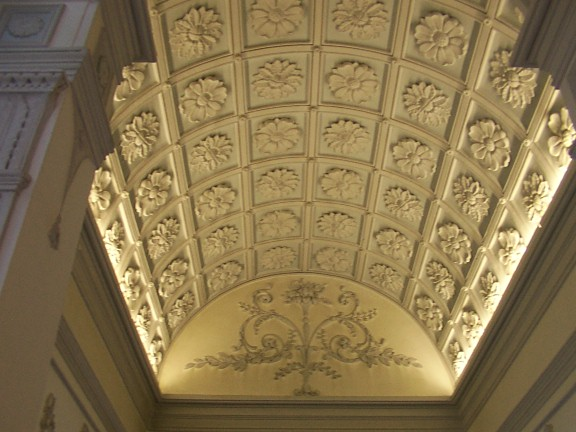
Kleef: Haus Koekkoek plafond

In 1841 richtte Koekkoek een tekenacademie op in een bovenzaal van het toenmalige raadhuis aan de Grote Straat in Kleef. Tweemaal in de week tekende hij hier samen met zijn talrijke leerlingen naar levend model. Een keer in de maand corrigeerde hij samen met de leerlingen hun vrije werk. Zo ontstond in Kleef, als onderdeel van de Nederlandse romantiek, de Kleefse schilderschool. Koekkoek had ongeveer veertig leerlingen, onder wie zijn zwager Alexander Joseph Daiwaille en zijn broer Marinus Adrianus Koekkoek, Johann Bernhard Klombeck, Louwrens Hanedoes en Cornelis Lieste. Volwaardig lidmaatschap van getalenteerde dames lag minder eenvoudig, zoals de schilderes Anna van Sandick in haar memoires schreef: "Toen ik in Cleve kwam in '48 heb ik eerst eenig onderrigt van Koekoek gehad, in het landschap schilderen; deze wilde mij op zijn atelier hebben, maar in dien tijd ging dat niet zoo. O tijdgeest alweder! Nu is alles gepermitteerd van onderrigt. Hij kwam dan bij mij aan huis, als ook later J.B. Klombeck van tijd tot tijd, maar op ateliers ben ik nooit geweest". In het werk van deze kunstenaars wordt, net zoals in het werk van Koekkoek zelf, de ongerepte natuur van het Kleefs-Duitse land met zijn bossen en aantrekkelijke vergezichten verheerlijkt.

## Het B.C. Koekkoek-huis en de Belvédère
Rond 1828 verbleef Koekkoek een jaar in Beek bij Nijmegen waar hij onder meer de dorpskern, de stuwwal en de Ooijpolder tekende.
In 1834 verhuisde Koekkoek met zijn vrouw naar Kleef. De reden voor deze verhuizing was dat Kleef voor Koekkoek schilderachtige panorama's bood. De stad ligt op meerdere heuvels en dientengevolge heeft men er een goed uitzicht op de Rijn en de laagvlaktes ten noorden en oosten van de stad. Verder lagen in de buurt veel parken en bossen, die in de 17e eeuw waren aangelegd door onder anderen Johan Maurits van Nassau-Siegen.
De in de ogen van Koekkoek schitterende panorama's waren dan ook de reden dat hij eerst een ateliertoren (Frans: Belvédère) liet bouwen met vensters op het noorden, het oosten en het westen, voordat hij tot de bouw van een woning overging.
Na in verschillende huurwoningen in Kleef gewoond te hebben, liet Koekkoek een kunstenaarswoning bouwen om zijn status als meesterkunstenaar gestalte te geven. Dit in navolging van de kunstenaarswoningen in Italië die hij tijdens zijn bezoek aan Italië vast en zeker gezien zal hebben. In 1842 begon men met de bouw, die in 1848 werd voltooid. De kunstenaarswoning is in klassieke stijl gebouwd en bestaat uit drie verdiepingen. Hier ontving Koekkoek zijn belangrijke klanten uit de hele wereld.

## Haus Koekkoek
Na zijn overlijden verkocht zijn weduwe de kunstenaarswoning. Er vonden kleine verbouwingen plaats, de begane grond huisvestte enige tijd een tandartspraktijk, maar de indeling van de bel-etage en vele details in het trappenhuis zijn nog origineel. Het huis doorstond de bombardementen op Kleef in de nadagen van de Tweede Wereldoorlog. De omringende gebouwen werden volledig verwoest. Van 1945 tot 1960 fungeerde het gebouw als het stadhuis. Bij de ingebruikname van een nieuwgebouwd stadhuis werd het Haus Koekkoek ingericht als stedelijk museum waarin de werken van hem en andere Koekkoeks zouden worden tentoongesteld.
Museum Haus Koekkoek heeft een grote collectie werken van B.C. Koekkoek en van andere landschapschilders uit zijn tijd in bezit. Ook zijn er schilderijen te zien die een relatie hebben met de geschiedenis van Kleef. Op de bovenste verdieping zijn ruimtes met wisseltentoonstellingen. Op de begane grond is een museumwinkel. Het museum werd van 1976 tot 2010 geleid door de Nederlandse kunsthistoricus Guido de Werd, die van 1997 tot 2010 tevens directeur was van Museum Kurhaus in dezelfde plaats. De activiteiten van Haus Koekkoek worden financieel ondersteund door de Stiftung B.C. Koekkoek-Haus.
Het klassieke schilderspaleisje is gevestigd aan de Koekkoekplatz 1 (vroeger: Kavarinerstraße 33) in het centrum van Kleef. Het huis vormt samen met de Belvedère een bijzonder monument waar de schilderijen van romantische schilders uit Kleef centraal staan. Naast het Museum Kurhaus Kleef en het kasteel Schwanenburg is het B.C. Koekkoek-huis een van de meest karakteristieke gebouwen in de stad. Sinds 2006 staat midden op de Koekkoekplatz een borstbeeld dat de kunstenaar uitbeeldt op 41-jarige leeftijd, op het hoogtepunt van zijn roem.
Galerij Haus Koekkoek

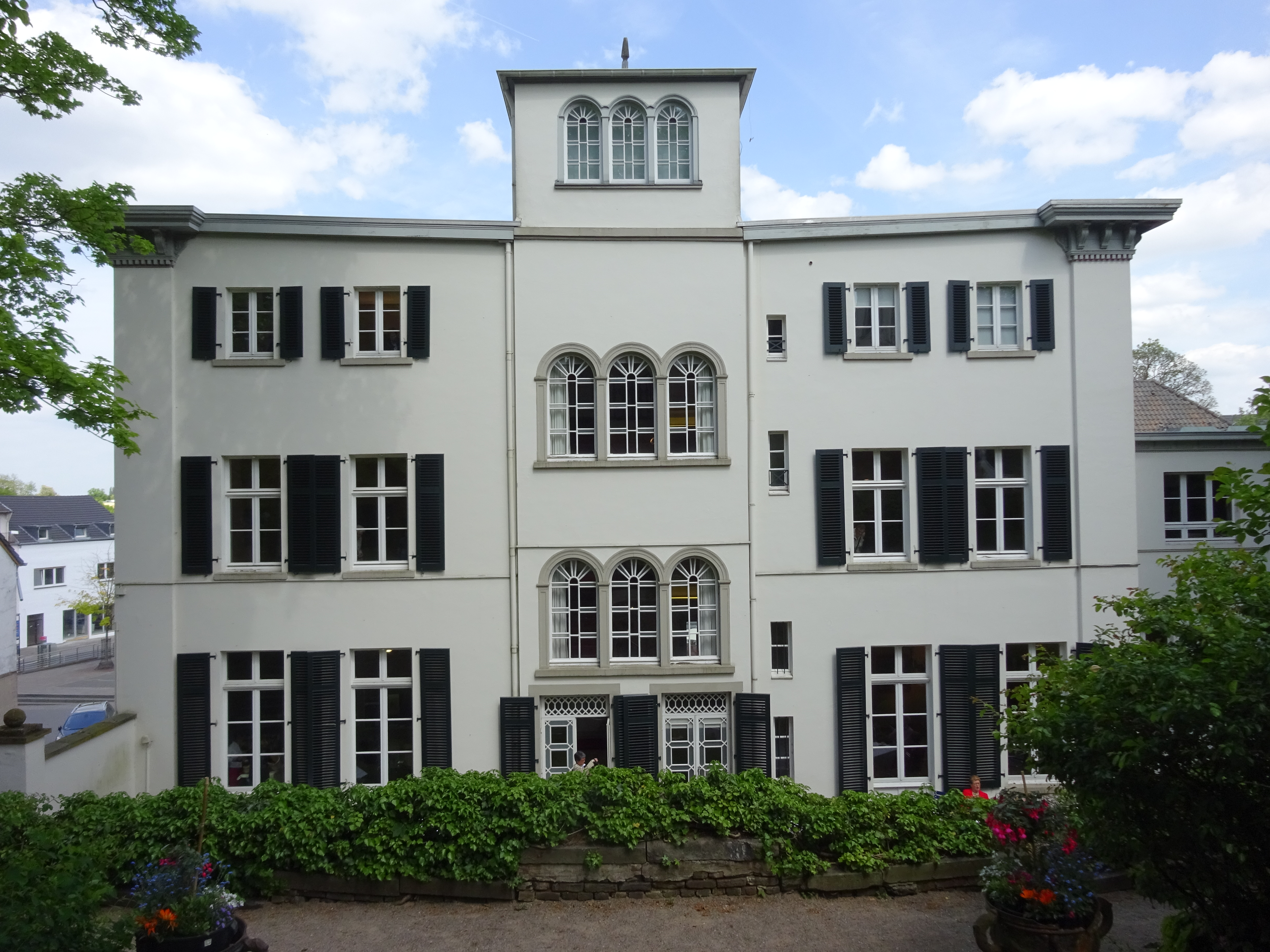
Haus Koekkoek, tuinzijde
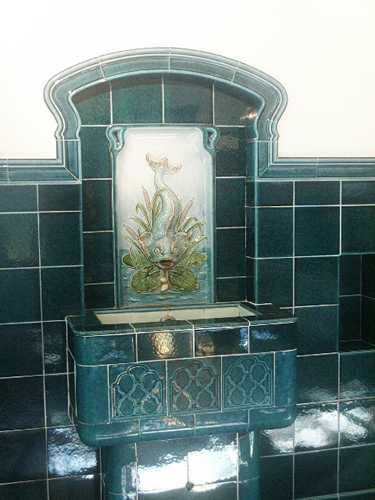
Interieur
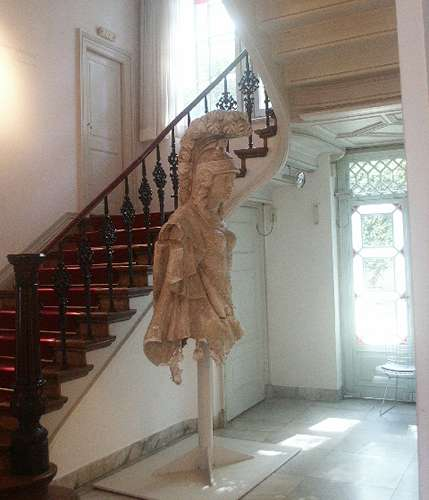
Haus Koekkoek, trap
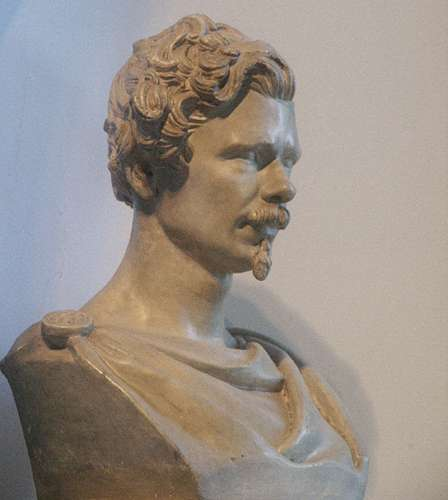
Johan Nicolaas van Gelder, Portretbuste B.C. Koekkoek (1844)
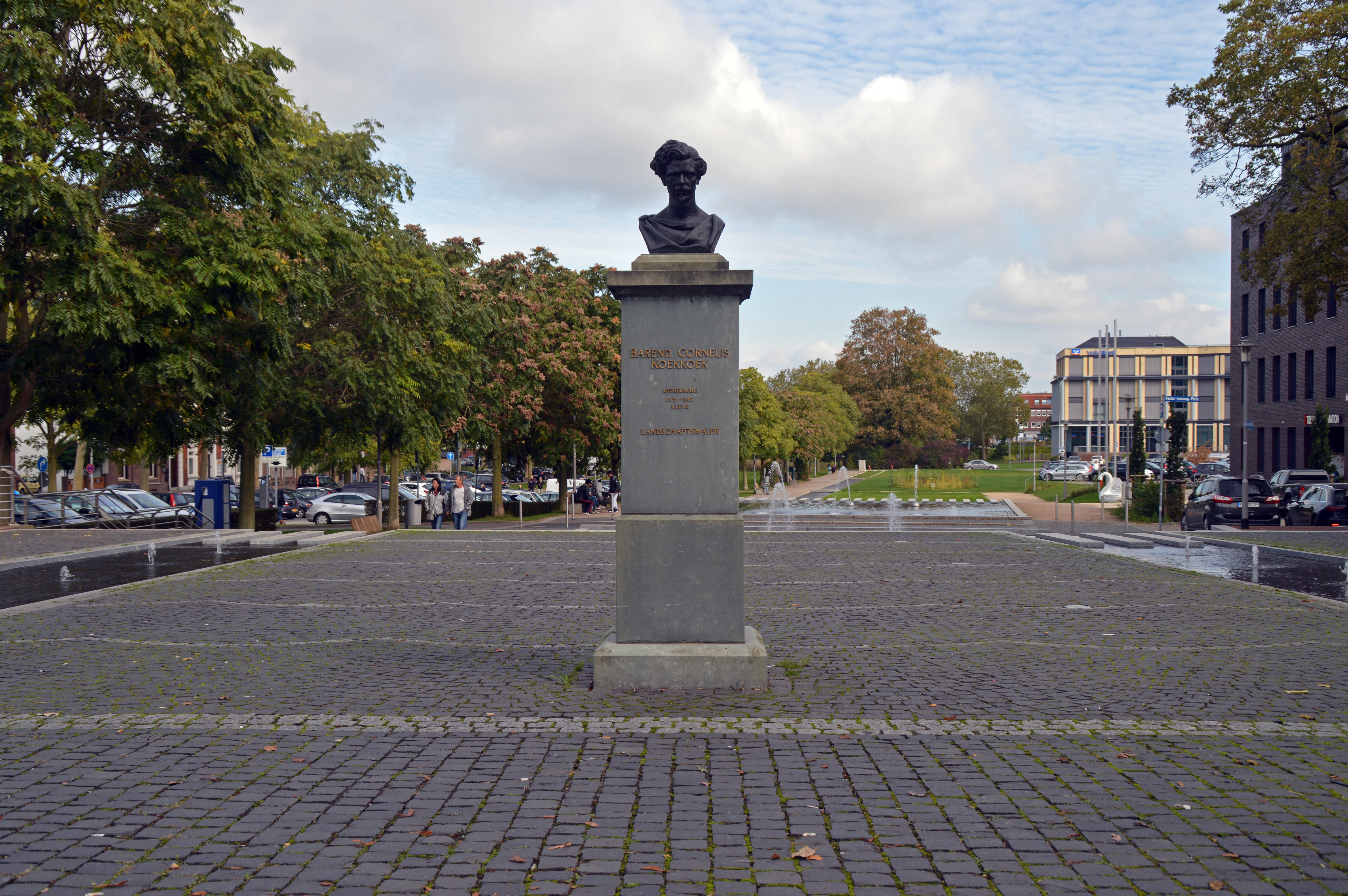
Portretbuste B.C. Koekkoek voor het museum
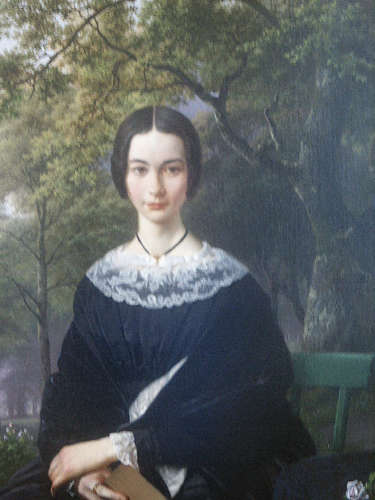
B.C. Koekkoek, Portret van een elegante jongedame (1846)
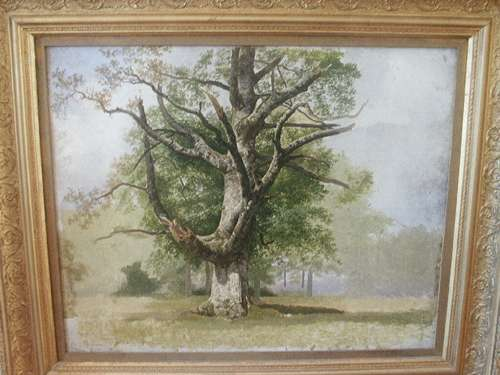
B.C. Koekkoek, De grote beukenboom bij Kasteel Moyland (1840)
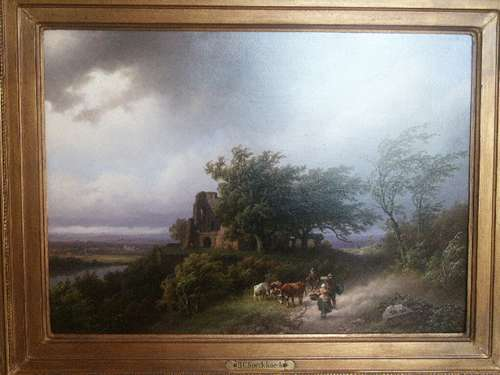
B.C. Koekkoek, landschap met veehoeders
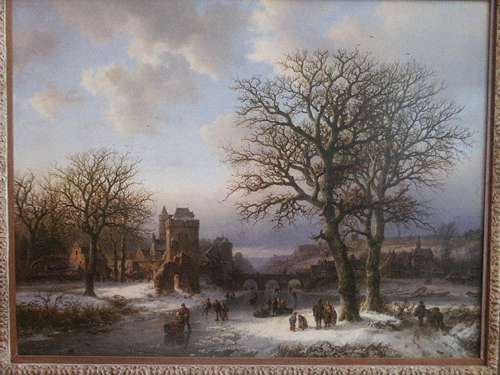
B.C. Koekkoek, winterlandschap
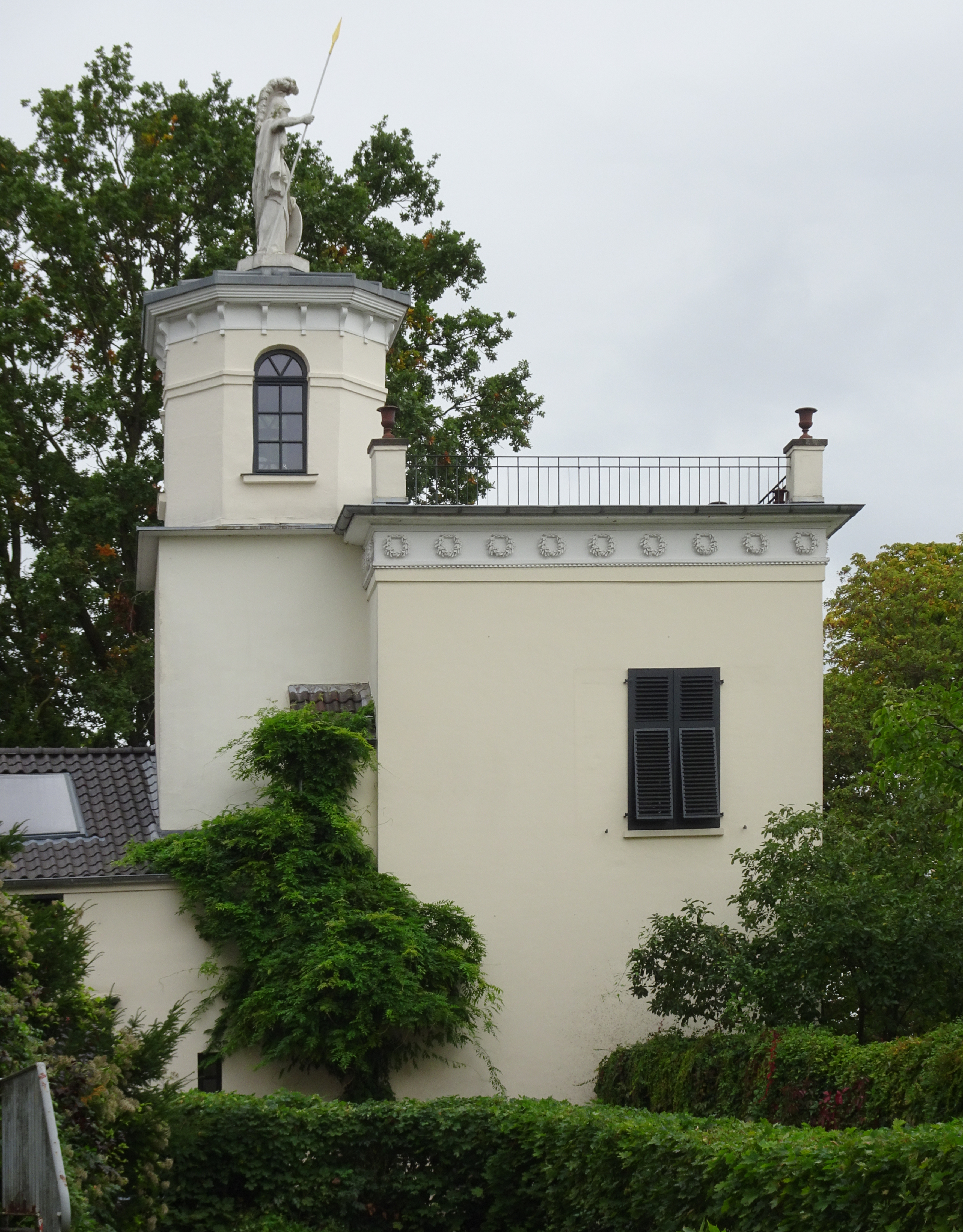
Belvedère met Minervabeeld op de heuveltop achter Haus Koekkoek

## Eerbewijzen en onderscheidingen
Dat zijn werk in zijn tijd enorm gewaardeerd werd, blijkt uit de vele eerbewijzen en onderscheidingen welke hij gedurende zijn leven ontvangen heeft:
| 1829: | Gouden medaille van de kunstenaarsvereniging Felix Meritis in Amsterdam Felix Meritis benoemt Koekkoek tot Titulatuur-lid van de tekenafdeling. |
| 1830: | Zilveren medaille van de kunstenaarsvereniging Felix Meritis in Amsterdam.                                                                      |
| 1831: | Erelid van de kunstenaarsvereniging Arti Sacrum in Rotterdam.                                                                                   |
| 1832: | Lid van de Koninklijke Academie der Beeldende Kunsten in Amsterdam.                                                                             |
| 1835: | Corresponderend lid van het Koninklijke Nederlands Instituut.                                                                                   |
| 1837: | Zilveren medaille van de Salon in Brussel. |
| 1839: | Ridder in de Orde van de Nederlandse Leeuw Gouden medaille op de Salon in Brussel Gouden medaille op de Salon in Den Haag.                      |
| 1840: | Gouden medaille op de Salon in Parijs. Bronzen medaille op de tentoonstelling in Antwerpen naar aanleiding van het Rubensfeest.                 |
| 1841: | Oorkonde in plaats van een tweede gouden medaille op de Salon in Den Haag.                                                                      |
| 1842: | Ridder in de Belgische Leopoldsorde |
| 1843: | Gouden medaille op de Salon in Parijs Ridder in de Orde van het Legioen van Eer.                                                                |
| 1844: | IV-klasse in de Orde van de Rode Adelaar, verleend door koning Friedrich Wilhelm IV van Pruisen.                                                |
| 1851: | Erelid van de Akademie der Beeldende Kunsten in Rotterdam                                                                                       |
| 1855: | Gouden medaille op de Salon in Parijs. Erevicepresident van de Societé Universelle pour l'encouragement des Arts et de l'Industrie in Londen.   |
| 1856: | Erelid van de Societé Belge des Aquarellistes in Brussel.                                                                                       |
| 1861: | Erelid van de Keizerlijke Academie van Schone Kunsten in St. Petersburg.                                                                        |

Nog een voorbeeld van de waardering die hem ten deel viel is dat B.C. Koekkoek de Hollandse koning Willem II op een reis naar Luxemburg begeleidde. De koning droeg hem op een negental landschapschilderijen te maken.
Maar ook heden ten dage wordt het werk van Koekkoek gewaardeerd gezien de prijzen die voor zijn werken worden betaald. De recordprijs voor een werk van B.C. Koekkoek staat op € 1.412.000, in april 2006 bij Christie’s geboden door een anonieme Russische verzamelaar.